# Resolutie 540 Veiligheidsraad Verenigde Naties
Resolutie 540 van de Veiligheidsraad van de Verenigde Naties werd met twaalf stemmen voor tegen drie onthoudingen aangenomen op 31 oktober 1983. De drie onthoudingen kwamen van Malta, Nicaragua en Pakistan.

## Achtergrond
Tussen 1980 en 1988 waren Irak en Iran in een bloedige oorlog verwikkeld. Toen Iran begin 1982 de bovenhand haalde, besloot het Irak — dat de oorlog was begonnen — binnen te vallen om er enkele heilige steden
te veroveren. In Irak stuitten ze echter op hevig verzet van een ingegraven vijand en het offensief mislukte. In 1983 ging Iran weer zwaar in de aanval, maar opnieuw zonder succes. Het gehavende Irak wilde terug vrede sluiten,
maar Iran weigerde dat.

## Inhoud
De Veiligheidsraad:
- Heeft de situatie tussen Iran en Irak opnieuw overwogen.
- Herinnert aan zijn oproepen voor een staakt-het-vuren en een einde aan de militaire operaties.
- Herinnert aan het rapport van de secretaris-generaal over de missie die aangevallen bevolkte gebieden in Iran en Irak ging inspecteren.
- Waardeert ook de medewerking aan de missie door Iran en Irak.
- Betreurt nogmaals het conflict dat veel doden en schade tot gevolg heeft.
- Bevestigt de wenselijkheid om de oorzaken van de oorlog objectief te onderzoeken.

1. Vraagt de secretaris-generaal zijn bemiddeling voort te zetten.
2. Veroordeelt alle schendingen van de internationale humanitaire wet, in het bijzonder de Geneefse Conventies, en roept op alle militaire operaties tegen burgerdoelwitten te staken.
3. Bevestigt het recht op vrije doorvaart en handel in internationale wateren, roept alle landen op deze rechten te respecteren en de oorlogvoerende partijen om alle vijandelijkheden in de Perzische Golf te staken.
4. Vraagt de secretaris-generaal met de partijen te overleggen om het staakt-te-vuren te onderhouden en controleren, waaronder het sturen van VN-waarnemers, en een rapport over de resultaten in te dienen.
5. Roept de partijen op geen acties te ondernemen die de vrede en veiligheid of het zeeleven in de regio in gevaar brengen.
6. Roept alle landen nogmaals op zich terughoudend op te stellen en handelingen die de zaak kunnen doen escaleren te vermijden.
7. Vraagt de secretaris-generaal om met de partijen te overleggen over de uitvoering van deze resolutie.

## Verwante resoluties
- Resolutie 514 Veiligheidsraad Verenigde Naties
- Resolutie 522 Veiligheidsraad Verenigde Naties
- Resolutie 552 Veiligheidsraad Verenigde Naties
- Resolutie 582 Veiligheidsraad Verenigde Naties

Lijst ·  529 ·  530 ·  531 ·  532 ·  533 ·  534 ·  535 ·  536 ·  537 ·  538 ·  539 ·  540 ·  541 ·  542 ·  543 ·  544 ·  545